# Bocoio
Bocoio é uma cidade e município da província de Benguela, em Angola.
Tem 5 612 km². Em 2014, tinha 154 446 habitantes. Limita-se a norte com os municípios do Sumbe e do Cassongue, a leste com o município de Balombo, a sul com os municípios de Ganda e Cubal e a oeste com os municípios de Lobito e Benguela.
O município é constituído pela comuna-sede, correspondente à cidade de Bocoio, e pelas comunas de Chila, Monte Belo, Passe, Cavimbe e Cubal do Lumbo.